# Rubrisciurus rubriventer
Rubrisciurus rubriventer är en gnagare i familjen ekorrar och den enda arten i sitt släkte. Djuret lever endemisk på den indonesiska ön Sulawesi samt på mindre öar i samma region, till exempel Sangihe. Denna ekorre vistas vanligen i den tropiska regnskogen i trädens kronor men boet anläggs i växtligheten nära marken.
Arten räknades ursprungligen till släktet praktekorrar men sedan 1990-talet utgör den ett eget släkte. Med en kroppslängd av cirka 25 centimeter (utan svans) är den ganska stor för en ekorre. På kroppen finns inga strimmor.
Rubrisciurus rubriventer hotas av regnskogens avverkning och jagas ibland när den tränger in på odlingsmark.